# Райсіо
Ра́йсіо (фін. Raisio швед. Reso)  — місто в провінції Південно-західна Фінляндія у губернії Західна Фінляндія, поблизу міст Турку та Наанталі.
Населення  — 25 336 осіб, площа  — 48,76 км².

## Історія
Райсіо згадується в історичних джерелах датованих 1292 р.

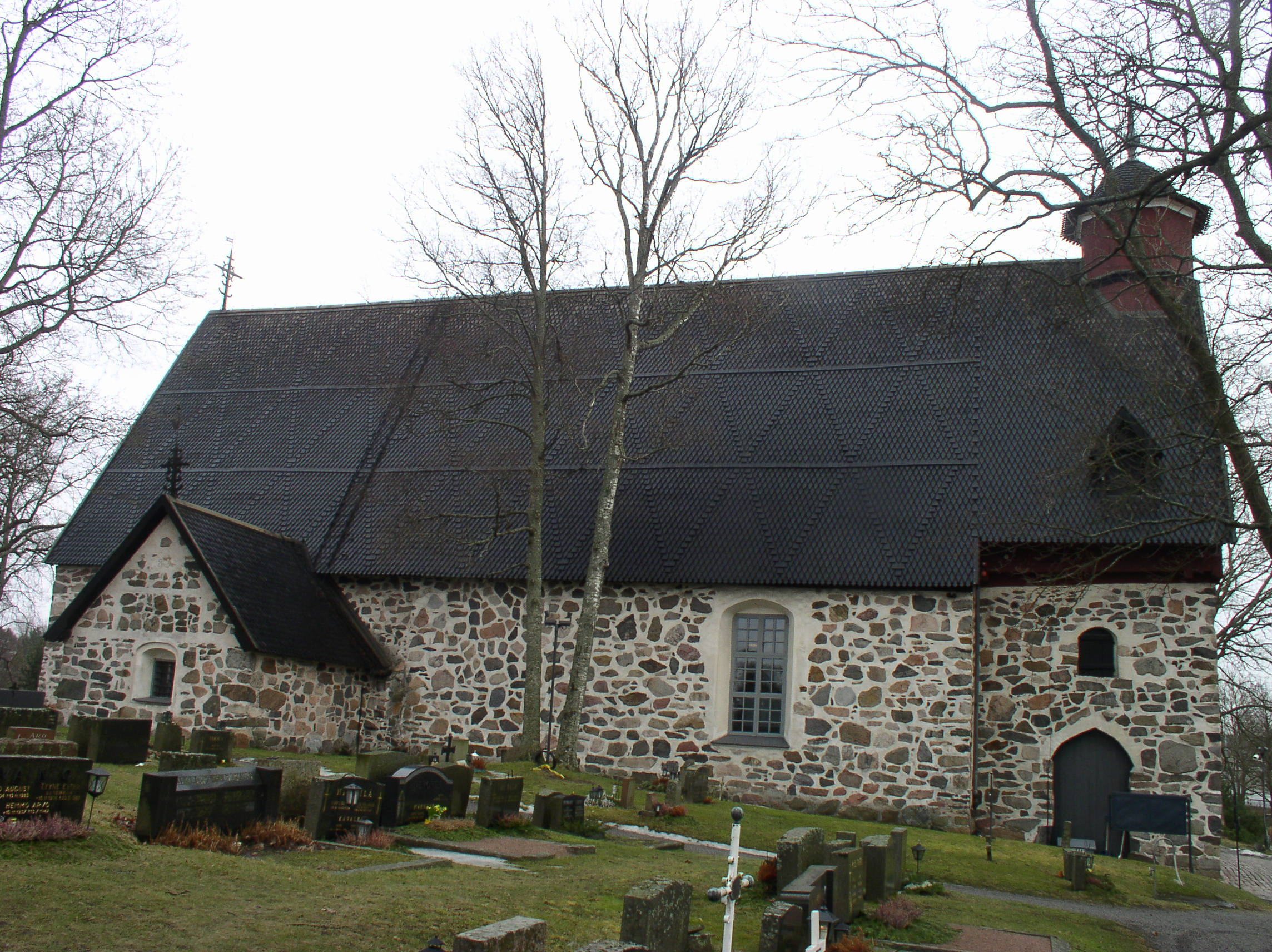
Церква в Райсіо

Будівництво кам'яного храму почалося приблизно в 1305 р. Статус поселення отримало в 1966 р., а міста  — 1974 р..

## Пам'ятки
- Краєзнавчий музей Кроокіла
- Центр прикладного мистецтва – майстерні Фрінсіля
- Будинок мистецтв Ельза Салміниітю
- Центр для плавання Улпукка
- Оранжерея
- Лютеранський храм